# Louis Jones
Louis Jones (anglès: Louis Woodard «Lou» Jones)  (New Rochelle, 15 de gener de 1932 - Nova York, 3 de febrer de 2006), sovint conegut com a Lou Jones, fou un atleta estatunidenc, especialista en curses de velocitat, que va competir durant la dècada de 1950.
El 1956 va prendre part en els Jocs Olímpics d'Estiu de Melbourne, on va disputar dues proves del programa d'atletisme. En els 4x400 metres, formant equip amb Charlie Jenkins, Jesse Mashburn i Tom Courtney, guanyà la medalla d'or, mentre en els 400 metres finalitzà en la cinquena posició final.
En el seu palmarès també destaquen dues medalles als Jocs Panamericans de 1955, d'or en els 400 i 4x400 metres. El 1955 i 1956 va millorar el rècord del món dels 400 metres.
El 1954 es graduà en administració d'empreses al Manhattan College. El 1960 va obtenir un màster en educació física a la Universitat de Colúmbia.

## Millors marques
- 400 metres llisos. 45.2" (1956)[4][5]